# Abaújkér
Abaújkér là một thị trấn thuộc hạt Borsod-Abaúj-Zemplén, Hungary. Thị trấn này có diện tích 17,27 km², dân số năm 2010 là 677 người, mật độ 39 người/km².